# Ágios Polýkarpos (Étolie-Acarnanie)
Pour l’article homonyme, voir Ágios Polýkarpos (Phocide).
Ágios Polýkarpos (grec moderne : Άγιος Πολύκαρπος) est une localité située dans le dème de Naupactie, dans le district régional d'Étolie-Acarnanie, dans la périphérie de Grèce-Occidentale, en Grèce.
Selon le recensement de 2021, elle compte 26 habitants.